# 오쓰시
오쓰시(일본어: 大津市)는 일본 시가현 서부에 있는 시이자 시가현의 현청 소재지이다.
667년에 덴지 천황이 현재의 오쓰시로 천도하여 오쓰쿄(大津京)로 칭한 것을 비롯해 오랜 역사를 갖는 고도이며, 미이데라(三井寺)나 히요시타이샤(日吉大社) 등 신사와 절이 많다.
동쪽은 비와호와 접하고, 서쪽은 교토시와 경계를 접한다. 교토시와의 경계에 있는 히에이산(比叡山)에는 일본 불교를 대표하는 성지로 세계유산으로 지정된 엔랴쿠지(延暦寺)가 있다. 현재는 교토, 오사카의 위성 도시 역할도 갖고 있으며 인구도 증가하고 있다. 최근에 인구가 30만 명을 넘어 중핵시 요건을 충족하여 2009년 4월 1일에 중핵시로 지정되었다.

## 인구
| 연도  | 인구    | ±%     |
| ----- | ------- | ------ |
| 1920  | 85,759  | —      |
| 1930  | 105,585 | +23.1% |
| 1940  | 117,697 | +11.5% |
| 1950  | 144,626 | +22.9% |
| 1960  | 155,114 | +7.3%  |
| 1970  | 181,164 | +16.8% |
| 1980  | 228,982 | +26.4% |
| 1990  | 277,290 | +21.1% |
| 2000  | 309,793 | +11.7% |
| 2010  | 337,634 | +9.0%  |
| 2015  | 340,972 | +1.0%  |
| 출처: |         |        |

## 지리
비와호의 남서쪽 기슭에서 남안에 걸쳐 남북으로 가늘게 펼쳐져 있다. 그 이름처럼 비와호 수상 교통의 요지였다. 서쪽 교토시와의 경계에는 히에이산이 남북으로 뻗어 있으며 산을 사이에 두고 서로 관계가 깊다.

### 기후
대륙성 기후이며 남부는 세토 내해식 기후, 북부는 동해측 기후를 보인다. 폭설 지대인 옛 가타타정은 겨울에 눈이 많다.
| 오쓰시의 기후                                                | 오쓰시의 기후 | 오쓰시의 기후 | 오쓰시의 기후 | 오쓰시의 기후 | 오쓰시의 기후 | 오쓰시의 기후 | 오쓰시의 기후 | 오쓰시의 기후 | 오쓰시의 기후 | 오쓰시의 기후 | 오쓰시의 기후 | 오쓰시의 기후 | 오쓰시의 기후   |
| 월                                                           | 1월           | 2월           | 3월           | 4월           | 5월           | 6월           | 7월           | 8월           | 9월           | 10월          | 11월          | 12월          | 연간            |
| ------------------------------------------------------------ | ------------- | ------------- | ------------- | ------------- | ------------- | ------------- | ------------- | ------------- | ------------- | ------------- | ------------- | ------------- | --------------- |
| 역대 최고 기온 °C (°F)                                       | 16.5 (61.7)   | 20.3 (68.5)   | 24.0 (75.2)   | 28.8 (83.8)   | 33.2 (91.8)   | 36.1 (97.0)   | 38.4 (101.1)  | 38.5 (101.3)  | 37.5 (99.5)   | 31.7 (89.1)   | 26.6 (79.9)   | 20.0 (68.0)   | 38.5 (101.3)    |
| 일평균 최고 기온 °C (°F)                                     | 7.9 (46.2)    | 8.5 (47.3)    | 12.6 (54.7)   | 18.6 (65.5)   | 23.7 (74.7)   | 26.8 (80.2)   | 30.9 (87.6)   | 32.5 (90.5)   | 28.1 (82.6)   | 22.2 (72.0)   | 16.1 (61.0)   | 10.5 (50.9)   | 19.9 (67.8)     |
| 일일 평균 기온 °C (°F)                                       | 4.1 (39.4)    | 4.4 (39.9)    | 7.6 (45.7)    | 13.1 (55.6)   | 18.2 (64.8)   | 22.1 (71.8)   | 26.2 (79.2)   | 27.3 (81.1)   | 23.3 (73.9)   | 17.4 (63.3)   | 11.5 (52.7)   | 6.5 (43.7)    | 15.1 (59.2)     |
| 일평균 최저 기온 °C (°F)                                     | 0.7 (33.3)    | 0.6 (33.1)    | 3.2 (37.8)    | 8.0 (46.4)    | 13.3 (55.9)   | 18.2 (64.8)   | 22.6 (72.7)   | 23.5 (74.3)   | 19.6 (67.3)   | 13.3 (55.9)   | 7.3 (45.1)    | 2.8 (37.0)    | 11.1 (52.0)     |
| 역대 최저 기온 °C (°F)                                       | −5.4 (22.3)   | −6.6 (20.1)   | −2.7 (27.1)   | −0.4 (31.3)   | 3.4 (38.1)    | 8.6 (47.5)    | 15.1 (59.2)   | 16.5 (61.7)   | 9.9 (49.8)    | 3.4 (38.1)    | 0.2 (32.4)    | −4.1 (24.6)   | −6.6 (20.1)     |
| 평균 강수량 mm (인치)                                        | 56.8 (2.24)   | 69.7 (2.74)   | 117.9 (4.64)  | 125.6 (4.94)  | 156.9 (6.18)  | 217.7 (8.57)  | 211.8 (8.34)  | 159.5 (6.28)  | 172.0 (6.77)  | 149.1 (5.87)  | 79.3 (3.12)   | 60.2 (2.37)   | 1,566.6 (61.68) |
| 평균 강수일수 (≥ 1.0 mm)                                     | 7.2           | 7.9           | 10.6          | 10.4          | 10.3          | 12.4          | 12.0          | 9.1           | 10.7          | 9.2           | 7.0           | 7.5           | 114.6           |
| 평균 월간 일조시간                                           | 120.4         | 125.4         | 160.9         | 183.0         | 192.8         | 142.1         | 159.3         | 202.9         | 150.2         | 157.1         | 141.1         | 133.1         | 1,870.2         |
| 출처: 일본 기상청 (평년값: 1991년~2020년, 극값: 1977년~현재) |               |               |               |               |               |               |               |               |               |               |               |               |                 |

### 인접한 자치체
- 시가현
  - 구사쓰시, 다카시마시, 고카시, 릿토시, 모리야마시
- 교토부
  - 교토시(사쿄구, 야마시나구, 후시미구), 우지시, 우지타와라정

## 역사
667년부터 672년까지 덴지 천황에 의해 오쓰쿄가 세워졌다. 12세기에 오쓰시 남쪽에서 아와즈 전투가 벌어졌고 미나모토노 요시나카가 전사했다. 1890년대에 세워져 다이쇼 시대에 확장된 비와호 수로는 오쓰시와 주변 교토시를 연결하는 중요한 역할을 하였고 수상 교통을 용이하게 하였다.
1898년 10월 1일에 오쓰시가 설치되었으며, 2001년 4월 1일에 특례시로 지정되었고 2006년 3월 20일에 시가정을 편입했다. 2009년 4월 1일에 중핵시로 지정되었다.

## 스포츠
- 농구 - 시가 레이크스타즈

## 교통

### 철도
- 서일본 여객철도
  - 비와코선(도카이도 본선)
    - (← 야마시나구 야마시나역) - 오쓰역 - 제제역 - 이시야마역 - 세타역 - (구사쓰시 미나미쿠사쓰역 →)

  - 고세이선
    - (← 야마시나구 야마시나역) - 오쓰쿄역 - 가라사키역 - 히에이잔사카모토역 - 오고토온센역 - 가타타역 - 오노역 - 와니역 - 호라이역 - 시가역 - 히라역 - 오미마이코역 - 기타코마쓰역 - (다카시마시 오미타카시마역 →)

- 게이한 전기 철도
  - 게이신선
    - (← 야마시나구 시노미야역) - 오이와케역 - 오타니역 - 가미사카에마치역 - 하마오쓰역

  - 이시야마사카모토선
    - 사카모토역 - 마쓰노반바역 - 아노역 - 시가사토역 - 미나미시가역 - 오미진구마에역 - 오지야마역 - 오쓰시야쿠쇼마에역 - 미이데라역 - 하마오쓰역 - 시마노세키역 - 이시바역 - 게이한제제역 - 니시키역 - 제제혼마치역 - 나카노쇼역 - 가와라가하마역 - 아와즈역 - 게이한이시야마역 - 가라하시마에역 - 이시야마데라역

### 도로
- 고속도로: 메이신 고속도로, 신메이신 고속도로
- 도로: 국도 1호선, 국도 161호선, 국도 제367호선 (일본)(일본어판), 국도 제422호선 (일본)(일본어판), 국도 제477호선 (일본)(일본어판) 등

## 방송
- NHK 오쓰 방송국

## 자매 도시
- 미국 미시간주 랜싱
- 독일 바이에른주 뷔르츠부르크
- 스위스 베른주 인터라켄
- 중화인민공화국 헤이룽장성 무단장시
- 대한민국 경상북도 구미시